# بخش قلقل‌رود
بخش قِلقِل‌رود یکی از بخش‌های تابعه شهرستان تویسرکان در استان همدان در غرب ایران است.

## مردم
مردم این بخش لر هستند و به زبان لری سخن می گویند.

## تقسیمات کشوری
- بخش قلقل‌رود
  - دهستان قلقل رود
  - دهستان کمال‌رود
  - دهستان میان‌رود

نقاط شهری: فرسفج

## جمعیت
بنابر سرشماری مرکز آمار ایران، جمعیت بخش قلقل رود شهرستان تویسرکان در سال ۱۳۹۵ برابر با ۱۶،۷۷۳ نفر (۵۱۷۸ خانوار) بوده است.